# آموس مايرز
آموس مايرز (بالإنجليزية: Amos Myers)‏ هو محامي وسياسي أمريكي، ولد في 23 أبريل 1824، وتوفي في 18 أكتوبر 1893. حزبياً، نشط في الحزب الجمهوري. وقد انتخب عضو مجلس النواب الأمريكي.